# Collège Saint-Charles-Garnier
Le Collège Saint-Charles-Garnier est un établissement privé d'enseignement secondaire de la ville de Québec (Canada), situé  sur le boulevard René-Lévesque Ouest, dans le quartier Saint-Sacrement. Il est membre de la Fédération des établissements d'enseignement privés du Québec.

## Histoire du Collège
Dès leur arrivée en Nouvelle-France, les Jésuites songèrent à la fondation d’un collège. La prise de Québec par les Kirke retarda la réalisation de ce projet. Les pères jésuites ouvrirent une petite école en 1634 (au temps de Champlain) et lui ajoutèrent une classe de latin l’année suivante : le Collège des Jésuites de Québec était fondé.
C’était le premier collège en Amérique du Nord, environ 1 an avant le Harvard College et pendant près d’un siècle et demi il sera connu officiellement sous le nom de « Le Collège des Jésuites de Québec ». Un édifice en bois fut d’abord construit, à l’emplacement actuel de l’Hôtel de ville. Il fut remplacé, en 1648, par un édifice en pierres et agrandi en 1740. Après la conquête, le gouvernement britannique s’empara des biens des Jésuites, y compris le collège. Après la conquête de 1760, il fut fermé et transformé en caserne pour les armes et les soldats britanniques jusqu'en 1871, lorsque les derniers soldats anglais partirent pour l’Angleterre. Sans entretien; le bâtiment devint inutilisable et fut démoli.
Après la suppression de la Compagnie de Jésus (1774), par plusieurs pays d'Europe et sa dissolution par le pape Clément XIV, il fut utilisé pendant cent ans comme caserne, dépôt d’archives et refuge. Les Jésuites furent réhabilités en 1814 et revinrent au Canada en 1842. Il rouvrit en 1871 mais fut démoli en 1878, après cent trente ans d’existence.

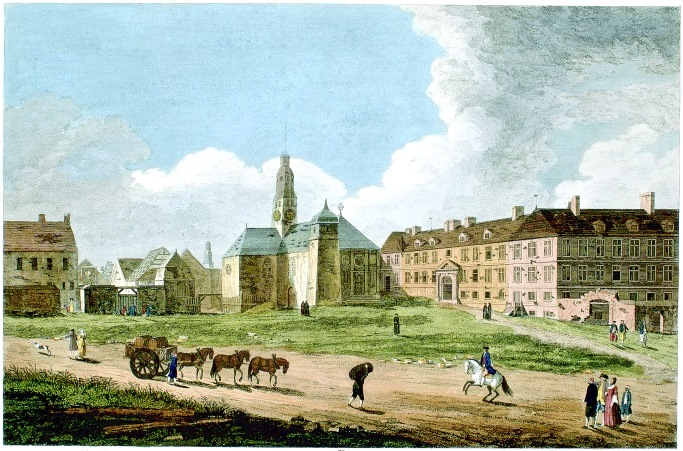
Vue de l'Église et du Collège des Jésuites, 1761
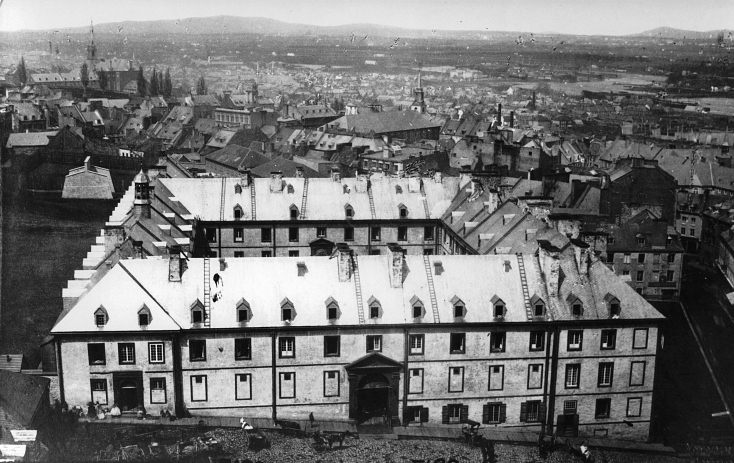
Ancien Collège des Jésuites, 1870

Rétabli en 1930 sous la forme d’un externat classique affilié à l’Université Laval, le nouveau collège devait reprendre le rôle et le nom de son prédécesseur. Les classes se firent d’abord dans l’ancien presbytère de la paroisse de Notre-Dame du Chemin. Le Père Olivier Beaulieu fut nommé recteur le 4 août 1930. Cinq ans plus tard, le collège comptait déjà 260 élèves. Mais la paroisse ayant été remise à l’archevêché, et le terrain vendu, les Pères firent construire l’immeuble actuel dans la paroisse des Pères du Saint-Sacrement, rue Saint-Cyrille, aujourd'hui le boulevard René-Lévesque.
L’inauguration du nouveau « Collège des Jésuites » eut lieu le 25 septembre 1934 et saint Charles Garnier fut choisi pour en être le patron. L’inscription au fronton du collège - LE COLLÈGE DES JÉSUITES SAINT CHARLES GARNIER - manifeste l’intention des nouveaux fondateurs. Ils voulurent, en reprenant la charte de l’ancien collège et relevant son nom historique, exprimer la continuité du projet pédagogique et honorer les saints Martyrs Canadiens et tous les Jésuites, pionniers de la Nouvelle-France, qui un jour ou l’autre, avaient œuvré dans l’ancien Collège.
Puis les années passèrent. En raison de la diminution des vocations religieuses, la Compagnie de Jésus offrit à ses collaborateurs immédiats de prendre la relève.
C’est ainsi qu’en juin 1981 une nouvelle corporation vit le jour. Constituée de membres du personnel, de parents, d’un ancien, d’un père jésuite et du directeur général, elle portera le nom de Le Collège Saint-Charles-Garnier afin de perpétuer l’œuvre des prédécesseurs. Cette nouvelle équipe, travaillant dans la ligne de continuité pédagogique des Jésuites, prit en mains les destinées du collège le 1er juillet 1982.
Finalement, c’est le 24 août 1987 que la Corporation « Le Collège Saint-Charles-Garnier » est officiellement devenue propriétaire du Collège des Jésuites. La corporation s’est alors engagée à « utiliser la totalité de l’immeuble et autres biens vendus exclusivement aux fins de la poursuite de l’œuvre d’instruction et d’éducation du Collège Saint-Charles-Garnier, dans un esprit de qualité et de rigueur, selon la tradition jésuite et dans le contexte d’une institution privée catholique. ».

## Anciens élèves notables
- Évelyne Audet, animatrice;
- Emmanuel Bilodeau, comédien;
- François-Philippe Champagne, avocat et homme politique;
- Jean-Philippe Cipriani, journaliste à la Télévision de Radio-Canada;
- Eugène Cloutier, écrivain;
- François Cloutier, psychiatre et homme politique;
- Guy Coulombe, sociologue et haut fonctionnaire;
- Normand Daneau, comédien;
- Fernand Dansereau, réalisateur et producteur de cinéma;
- Stéphane Dion, homme politique, chef du parti libéral du Canada;
- Joseph Facal, homme politique et chroniqueur;
- Catherine Florent, comédienne;
- Hélène Florent, comédienne;
- Pierre Fortin, économiste;
- Louis Garneau, cycliste et homme d'affaires;
- Jean Garon, homme politique québécois;
- Nancy Grant, directrice de production;
- Geneviève Guilbault, vice-première ministre du Québec;
- Henry John Kavanagh, avocat;
- Bernard Labadie, chef d'orchestre des Violons du Roy;
- Marie Laberge, écrivain;
- Louis LeBel, juge à la Cour suprême du Canada;
- Pierre-François Legendre, comédien;
- René Lévesque, premier ministre du Québec;
- Pierre MacDonald, administrateur et homme politique;
- Louis Marceau, avocat, juge et haut fonctionnaire;
- Pierre Pettigrew, homme politique et ancien ministre canadien;
- Luc Plamondon, parolier;
- Sébastien Ricard, comédien;
- Chantal Ringuet, écrivaine, universitaire et traductrice;
- Hugues Frenette, comédien

## Galerie

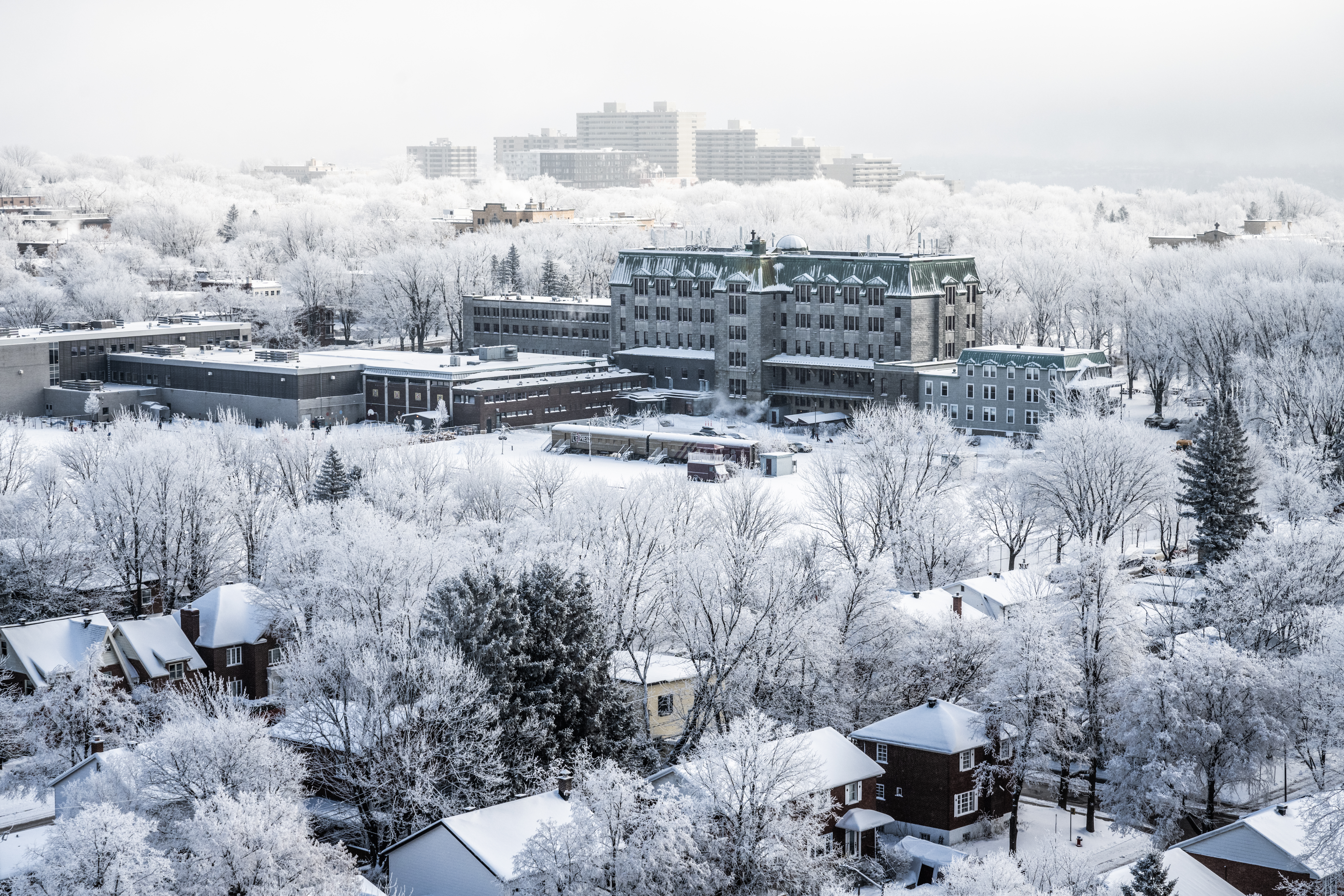
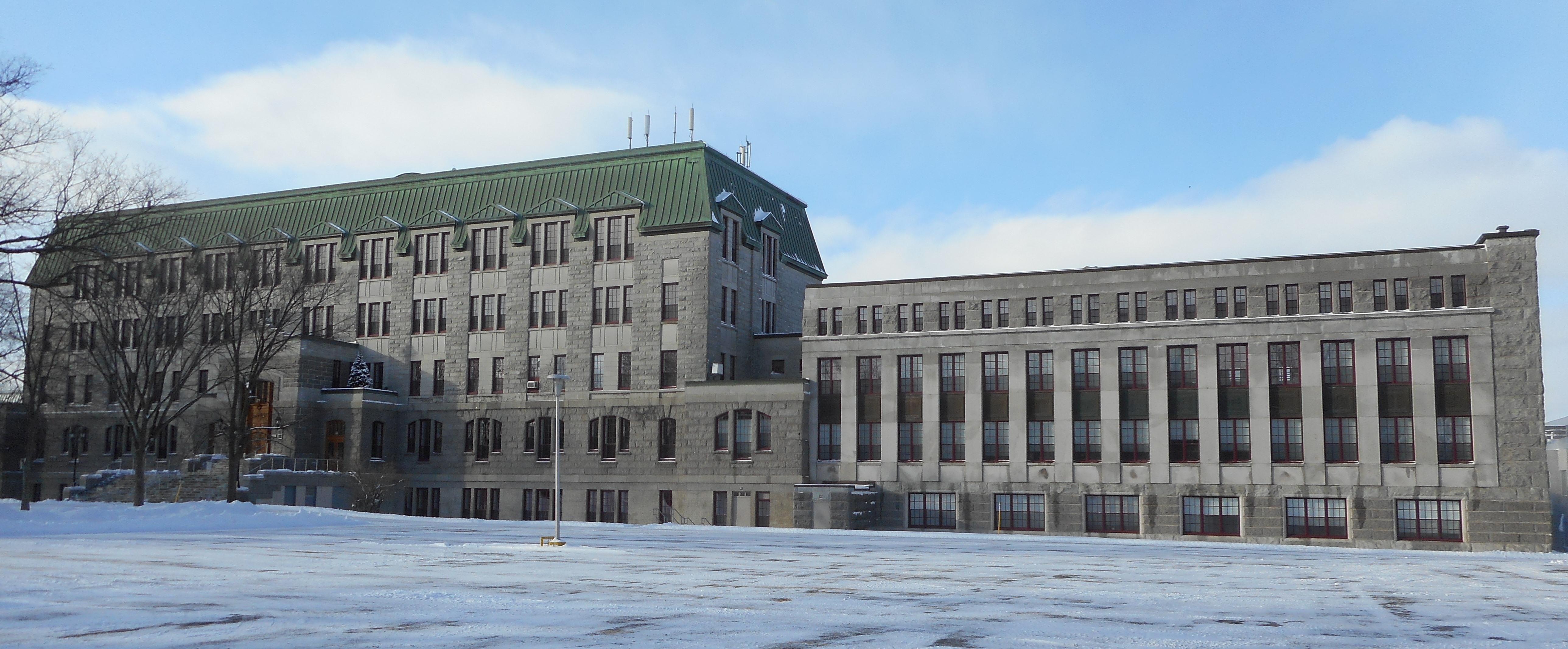
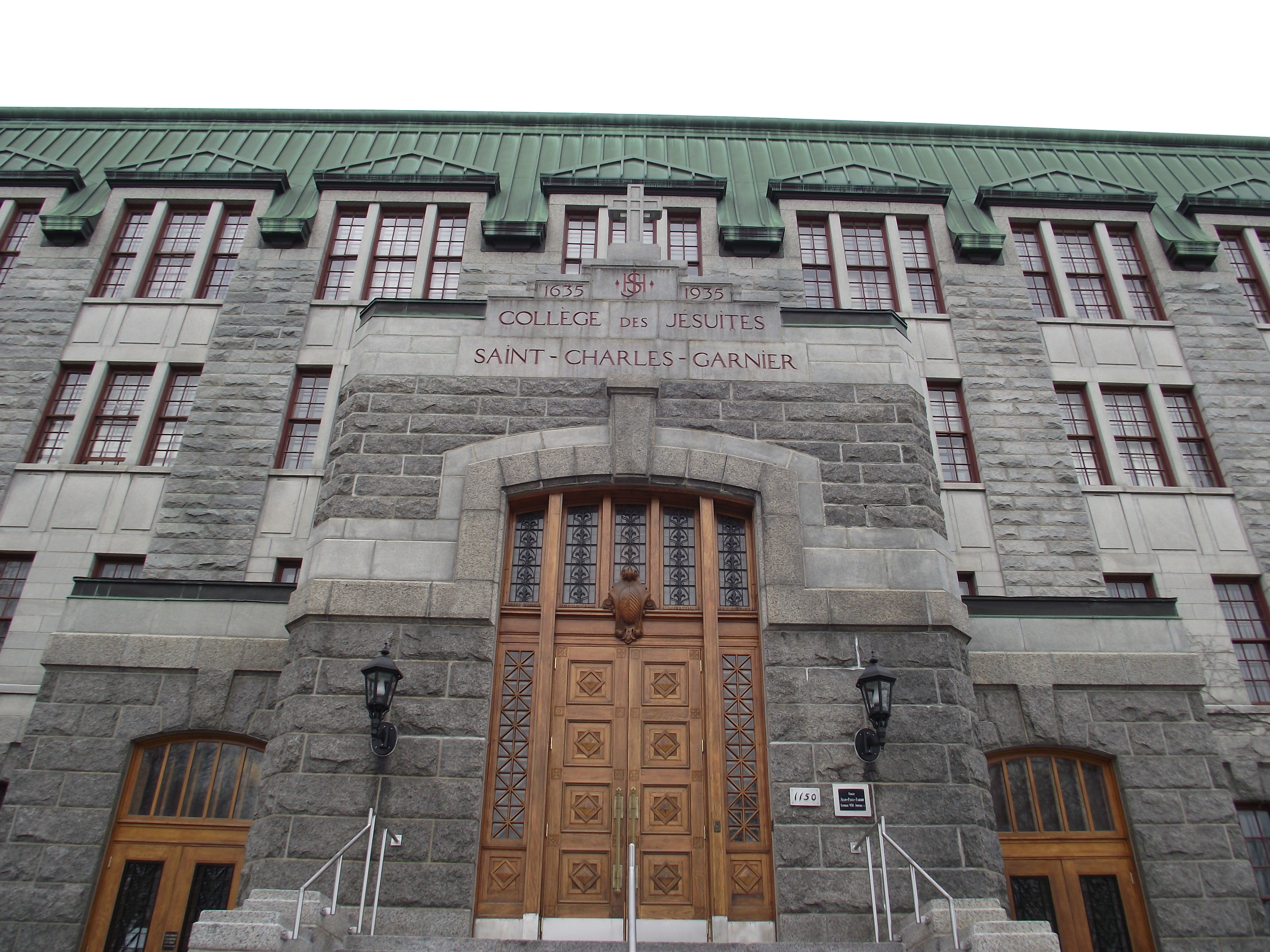
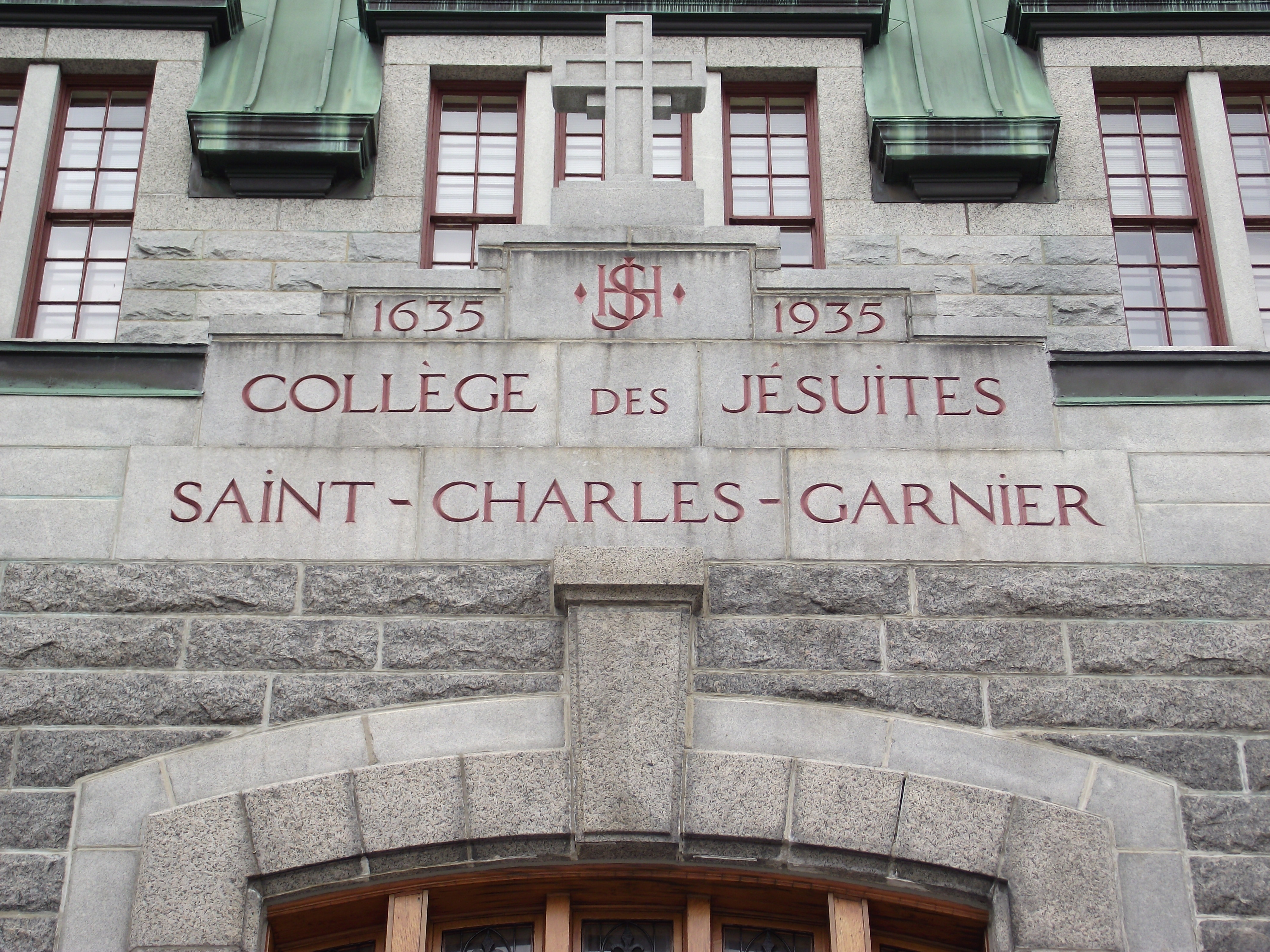
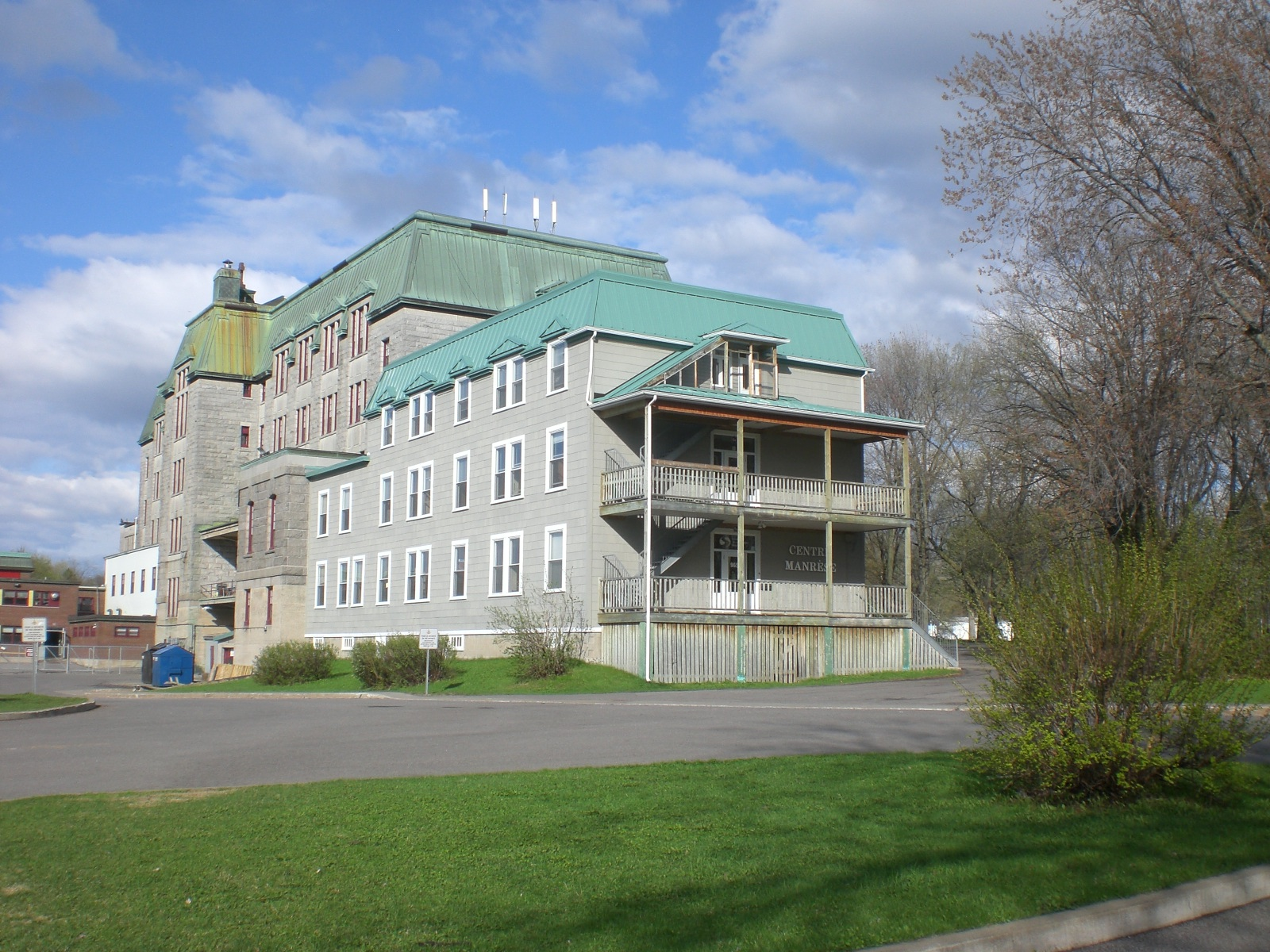